# Giampiero
Giampiero ist ein männlicher Vorname.

## Namensträger
- Giampiero Albertini (1927–1991), italienischer Schauspieler und Synchronsprecher
- Giampiero Anelli (* 1947), italienischer Sänger, siehe Drupi
- Giampiero Beroggi (* 1960), ein Schweizer Hochschullehrer
- Giampiero Biscaldi (1937–2014), italienischer Autorennfahrer
- Giampiero Boniperti (1928–2021), italienischer Fußballspieler und Ehrenpräsident von Juventus Turin
- Giampiero Consonni (* 1954), italienischer Automobilrennfahrer
- Giampiero Galeazzi (1946–2021), italienischer Ruderer und Journalist
- Giampiero Gianella (* 1952), Schweizer Politiker
- Giampiero Gloder (* 1958), römisch-katholischer Erzbischof
- Giampiero Iatteri (1941–2004), italienischer Amateurastronom und Asteroidenentdecker
- Giampiero Littera (* 1938), italienischer Schauspieler
- Giampiero Marini (* 1951), italienischer Fußballspieler und -trainer
- Giampiero Massolo (* 1954), ehemaliger italienischer Diplomat
- Giampiero Medri (1909–1997), italienischer Eishockeyspieler und -trainer
- Giampiero Mele (* 1958), italienischer Telekommunikations-Unternehmer und Filmregisseur
- Giampiero Moretti (1940–2012), italienischer Automobilrennfahrer und Unternehmer
- Giampiero Pastore (* 1976), italienischer Säbelfechter
- Giampiero Pinzi (* 1981), italienischer Fußballspieler
- Giampiero Simoni (* 1969), italienischer Automobilrennfahrer